# Operación Sirena
La Operación Sirena fue un conjunto de acciones de las Armadas Argentina y Paraguaya para la ejecución eficiente del terrorismo de Estado en la zona fronteriza entre ambos países.

## Desarrollo
El Gobierno de Argentina y el Gobierno de Paraguay acordaron que sus respectivas armadas formaren una Fuerza Ribereña Móvil Combinada con las fuerzas de la flota, la infantería de marina y la aviación naval a fin de contribuir a la autodenominada «lucha contra la subversión» en ambas márgenes de los ríos Paraguay y Paraná. La Operación Sirena fue desarrollada, en cinco ediciones, entre la Armada Argentina y la Armada Paraguaya, desde 1975 hasta 1979, en el marco de la Operación Cóndor. Para la ejecución de estas acciones, se creó la Fuerza de Tareas Naval (FTN) 51. También, participó de los operativos, la Prefectura Naval Argentina, que estaba subordinada a la Armada Argentina.
En la primera ocasión —Sirena I—, que ejecutaron en 1975, los Gobiernos justificaban la operación con una posible amenaza de un agente comunista que atentara contra la construcción de una planta de generación hidroeléctrica en el río Paraná. En 1976, la Operación Sirena II se planteó como objetivo  [sic] «aniquilar los efectivos subversivos localizado en la zona del río Paraguay, entre la desembocadura del río Tebicuary y Puerto El Cerrito […]».

## Organización
La Fuerza de Tareas Naval (FTN) 51 estaba organizada en un comandante, que era el jefe del Área Naval Fluvial y de la Fuerza de Tareas 11 de la Armada Argentina, y un Estado Mayor Combinado, además de grupos de tareas.